# Dzielnica VII Zwierzyniec

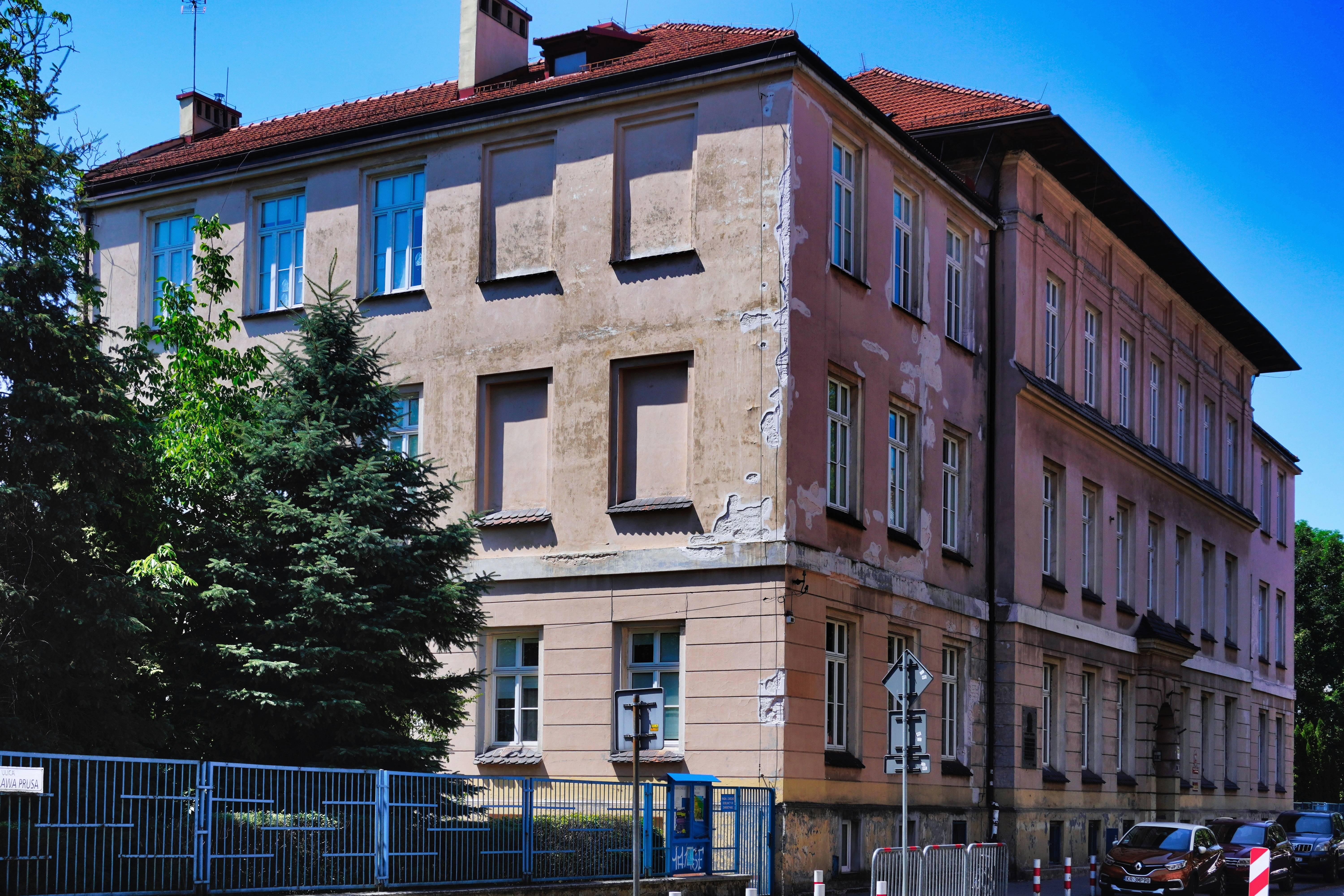
Budynek Szkoły Podstawowej nr 31 przy ul. Prusa 18 mieszczący m.in. siedzibę urzędu Dzielnicy VII Zwierzyniec

Dzielnica VII Zwierzyniec – dzielnica, jednostka pomocnicza gminy miejskiej Kraków. Nazwa wywodzi się od wsi Zwierzyniec, włączonej do miasta w 1909 r. Do 1990 r. wchodziła w skład wielkiej Krowodrzy.
Przewodniczącym Rady i Zarządu Dzielnicy w IX kadencji 2023–2028 jest Witold Górny.

## Siedziba zarządu i rady dzielnicy
ul. Bolesława Prusa 18, 30-117 Kraków

## Demografia
| Rok  | Stan na koniec roku | Uwagi              |
| ---- | ------------------- | ------------------ |
| 2004 | 20.193              |                    |
| 2005 | 20.209              |                    |
| 2006 | 20.237              |                    |
| 2007 | 20.173              |                    |
| 2008 | b/d                 |                    |
| 2009 | 20.154              |                    |
| 2010 | b/d                 |                    |
| 2011 | 20.264              |                    |
| 2012 | 20.406              | stan na 21.02.2012 |
| 2013 | 20.397              | stan na 14.05.2013 |
| 2013 | 20.379              |                    |
| 2014 | 20.454              |                    |
| 2015 | 20.307              |                    |
| 2016 | 20.336              |                    |
| 2018 | 20.299              | stan na 06.01.2018 |
| 2018 | 20.392              |                    |
| 2019 | 20.555              |                    |
| 2020 | 20.429              |                    |
| 2021 | 20.330              |                    |
| 2022 | 20.196              |                    |
| 2023 | 20.160              |                    |

## Osiedla i zwyczajowe jednostki urbanistyczne
- Bielany
- Chełm
- Olszanica
- Półwsie Zwierzynieckie
- Przegorzały
- Salwator
- Wola Justowska
- Zwierzyniec
- Zakamycze

## Granice
- z Dzielnicą VIII graniczy na odcinku – od przecięcia przedłużenia wschodniej strony Al. Krasińskiego z rzeką Wisłą (most Dębnicki) w kierunku zachodnim środkiem rzeki Wisły do przecięcia na zachodzie z granicą m. Krakowa (w rejonie „Koła Tynieckiego”) – dalej w kierunku północnym granicą m. Krakowa do przecięcia z rzeką Rudawą,
- z Dzielnicą VI graniczy na odcinku – od przecięcia zachodniej granicy m. Krakowa z rzeką Rudawą w kierunku wschodnim środkiem rzeki Rudawy do skrzyżowania rzeki Rudawy z przedłużeniem ul. Strzelnica,
- z Dzielnicą V graniczy na odcinku – od przecięcia rzeki Rudawy z przedłużeniem ul. Strzelnica w kierunku wschodnim, północną stroną ul. Mydlnickiej do skrzyżowania z ul. Piastowską, dalej na południe zachodnią stroną ul. Piastowskiej do skrzyżowania z al. 3 Maja, dalej w kierunku wschodnim, północną stroną deptaku biegnącego wzdłuż al. 3 Maja do skrzyżowania z al. Marszałka Focha, dalej północną stroną al. Marszałka Focha do skrzyżowania z al. Krasińskiego,
- z Dzielnicą I graniczy na odcinku – od skrzyżowania al. Marszałka Focha z al. Krasińskiego na południe wschodnią stroną al. Krasińskiego do jej przecięcia z rzeką Wisłą.

## Historia
Pierwsze na Zwierzyńcu udokumentowane ślady prymitywnej osady ludzkiej (Homo sapiens) sprzed około 25 tys. lat (kultura wschodniograwecka). Ok. 6 tys. lat temu przybyli pierwsi neolityczni osadnicy – pasterze i rolnicy. Ostatecznie obszar ten odziedziczyło zachodniosłowiańskie plemię Wiślan w drugiej połowie pierwszego tys. naszej ery. Legenda „panońska” mówi, że tam miała początek chrystianizacja Polski.
W roku 1148 został konsekrowany kościół Najświętszego Salwatora. Badania archeologiczne wskazują, że stanął on na miejscu starszych budowli o charakterze sakralnym. Wkrótce powstały kamienne zabudowania kościelne, z których romański portal pozostał do dziś. Od czasu uposażenia klasztoru wsią Zwierzyniec, jego historia jest ściśle związana z konwentem norbertańskim. Od zarania dziejów losy mieszkańców Zwierzyńca wyznaczały klęski żywiołowe, wśród których wylewy Wisły zajmowały pierwsze miejsce w dziele zniszczenia. W XIII w. Niemało spustoszeń dokonali Tatarzy, których trzy najazdy zostały udokumentowane: w 1241, 1259, 1287 roku. Splądrowali wtedy Zwierzyniec i spalili klasztor.
Pochodzenie samej nazwy Zwierzyniec zazwyczaj wiąże się ze służebną funkcją terenów myśliwskich dla dworu książęcego. Brak jednak bezpośrednich dowodów na istnienie wydzielonych tutaj miejsc do polowań. Najstarszy zapis łaciński (Sverincia lub Zwerincia) pochodzi z XIII w., natomiast polski zapis Zwierzyniec znamy dopiero z 1422 r. Pochodną nazwą jest Półwsie Zwierzynieckie, które założyła poprzez podział Zwierzyńca przeorysza Stredka w 1327 roku. Granicą była tamtejsza młynówka (obecnie przekop Rudawy). Miasto Kraków z przeoryszą Klarą dokonało zamiany tzw. kamienicy Klimka z Bodzanowa przy ul. Floriańskiej, za którą Norbertanki oddawały rozległe pastwiska. Niebawem po transakcji kamienica spłonęła, a luki w umowie stworzyły możliwość długich targów o uregulowanie strat. Efektem niekończących się sporów i procesów sądowych było pozostawienie bez zabudowy owych pastwisk, których część dzisiaj określamy jako krakowskie Błonia.
Na Zwierzyńcu i Półwsiu wielokrotnie wybuchały pożary, których ofiarą 25 kwietnia 1527 roku padły także zabudowania klasztorne. Na wieść o zbliżających się wojskach arcyksięcia Maksymiliana Habsburga, który chciał zająć Kraków przed swoim konkurentem Zygmuntem III Wazą, zwolennik tego ostatniego, Jan Zamoyski dla uniemożliwienia Austriakom oparcia w budynkach na przedmieściach, kazał spalić m.in. cały Zwierzyniec i Półwsie.
Wylewy Wisły powtarzały się jeszcze częściej niż pożary. W 1593 roku woda zalała całe Półwsie i niżej położone domy na Zwierzyńcu.
W 1591 r. ksienią Norbertanek została Dorota Kącka. Przez 52 lata była wybitną animatorką życia religijnego w klasztorze i sarmacką opiekunką majątków konwentu, czym doprowadziła do rozkwitu Zwierzyńca. W XVII w. Powstał na Srebrnej Górze kościół i erem O.O. Kamedułów. Zostali uposażeni przez Lubomirskiego wsią Bielany. Powodzenie Bielan i Zwierzyńca przerwała klęska morowego powietrza w 1652 r. Niepowodzeń dopełnił potop Szwedzki w 1655 r. Między 1700–21 wojna północna znowu spowodowała plądrowanie Zwierzyńca przez bandytów. Nieszczęść dopełniła klęska cholery w 1907 roku. W okresie rozbiorów w latach 70. Kościuszko na Półwsiu usypał fortyfikacje. W 1821–23 r. krakowianie usypali mu ku pamięci kopiec wysokości 34 m.
Likwidacja Wolnego Miasta i włączenie Krakowa do Galicji zaznaczyły się wprowadzeniem dużych zmian na Zwierzyńcu. Począwszy od 1849 r. wybudowano olbrzymią fortecę wokół Kopca Kościuszki i prowadzącą do niej grzbietową drogę strategiczną (obecne Aleja Waszyngtona), nieco mniejsze forty w rejonie Chełmu, Bielan (obecne obserwatorium astronomiczne) i Olszanicy oraz kilkanaście innych obiektów przy ul. ks. Józefa, Królowej Jadwigi i Lesie Wolskim. Wykonano też zespoły szańców redutowych na początku Wzgórza Salwatorskiego. W roku 1887 powstał nasyp fortecznej kolei rokadowej (al. Krasińskiego) i Most Dębnicki. Gdy w 1903 r. kolejna wielka powódź spustoszyła Półwsie Zwierzynieckie i najbliższe sąsiedztwo Błoń, władze galicyjskie i miejskie podjęły decyzję o regulacji Wisły między klasztorem zwierzynieckim a Wawelem oraz o konieczności włączenia gmin podmiejskich do Krakowa. Zwierzyniec został przyłączony do Krakowa w 1910 r. co znacznie zmieniło skład jego mieszkańców, obok typowych da dawnych czasów rolników, flisaków i podmiejskich murarzy, pojawiła się inteligencja. 20-lecie międzywojenne dla całej Polski i Zwierzyńca było czasem odbudowy. Dawne austriackie koszary i ujeżdżalnie koni zostały zajęte przez polski 5. Dywizjon Artylerii Konnej, rozwinęły działalność chóry parafialne. Na polanie Sowiniec w Lesie Wolskim usypano Kopiec Niepodległości im. Józefa Piłsudskiego.
Okupacja hitlerowska zaznaczyła się różnorakimi formami represji na Zwierzyńcu, Półwsiu Zwierzynieckim i Woli Justowskiej. Do najbardziej drastycznych należała pacyfikacja w 1943 r., w wyniku której rozstrzelano wielu podejrzanych o działalność konspiracyjną. Opór przybierał różnorakie formy, a do zorganizowanych należała działalność Zwierzynieckich Klubów Sportowych. Po drugiej wojnie światowej Zwierzyniec i Półwsie wtopiły się znacznie bardziej w obręb miasta, napłynęli nowi mieszkańcy. Osobowości takich proboszczów zwierzynieckich, jak ks. Kanonika Władysława Długosza, ks. dra Mariana Jakubca i ks. infułata Jerzego Bryły wywierają wpływ nie tylko na życie religijne, ale i kulturalne na starym Zwierzyńcu i Półwsiu.

## Kultura
Ważnym elementem kultury zwierzynieckiej są Błonia. Są również zabytki kulturowe, jedne z najstarszych w mieście: XII-wieczny kościół Najświętszego Salwatora na Górze św. Bronisławy, stary cmentarz salwatorski, gdzie spoczywają liczni przedstawiciele naszej kultury, klasztor SS. Norbertanek, przytulony do kościoła parafialnego św. Jana Chrzciciela. Na Zwierzyńcu odbywa się wiele tradycyjnych obrzędów. Tradycyjny Lajkonik stąd zaczyna swoje harce, ku radości dzieciaków którym ks. proboszcz obowiązkowo sypie z okna plebanii cukierki. W mroźne lutowe wieczory, tylko na Salwatorze widać ludzi idących z kościółka z zapalonymi świecami. Na dziedzińcu kościelnym w Wielkanoc, gdy jest pogoda, stoją w wielkim kole stoły, a na nich koszyczki ze „święconym”. Jest też specyficzny dla Krakowa odpustowy, drugi Dzień Wielkanocy tzw. Emaus. Zwierzyniec od dawna był skupiskiem inteligencji i artystów. Mieszkali w nim Jacek Malczewski, Wlastimil Hofman, Adam Bunsch, Jerzy Potrzebowski, Karol Hubert Rostworowski,

## Klub sportowy Juvenia
Rzemieślniczy Klub Sportowy Juvenia Kraków powstał 8 grudnia 1906 roku w ramach Związku Męskiej Młodzieży Przemysłowej i Rękodzielniczej, powołanego przez ks. Mieczysława Kuznowicza. W 1911 roku na krakowskich Błoniach oddany do użytku został stadion piłkarski nazwany Parkiem Sportowym „Juvenia”. Podczas okupacji hitlerowskiej klub posiadał silną sekcję piłki nożnej, organizował konspiracyjne mistrzostwa Krakowa w tej dyscyplinie. Po 1945 roku klub prowadził sekcje m.in.: piłki nożnej, pływania, boksu, szachów, sportów motorowych, podnoszenia ciężarów, siatkówki, koszykówki i rugby. Do największych sukcesów w historii Juvenii należą tytuły Mistrza Polski w szachach (A. Tarnowski) oraz sportach motorowych (bracia Koprowscy).
Obecnie klub mieści się na krakowskich Błoniach, w sąsiedztwie Zwierzynieckiego Klubu Sportowego, a pomiędzy stadionami Cracovii i Wisły Kraków. Od 1973 roku posiada sekcję rugby.
W 2006 roku Juvenia Kraków obchodziła złoty jubileusz 100-lecia istnienia.